# Yalinga
Yalinga è una subprefettura della Prefettura di Haute-Kotto, nella Repubblica Centrafricana. 